# J (letter)

Een aantal voorbeelden van de letter J

De letter J is de tiende letter van het moderne Latijnse alfabet. De letter J was oorspronkelijk alleen de hoofdlettervorm van de i. Maar niet alleen in oude handschriften is dit gebruik terug te vinden, in de Fraktur is geen onderscheid tussen een hoofdletter I en J en tot heden schrijven sommige mensen in Duitsland en Italië nog steeds hun naam als Jsabel, Jnes e.d. in plaats van Isabel en Ines. Het puntje dat op de letter j staat heet een tittel.
In het internationale spellingsalfabet wordt de J weergegeven door middel van het woord Juliett. 
In het Nederlands telefoonalfabet wordt de J weergegeven door middel van de namen Jan of Johannes.